# Jean Duché
Jean Duché, né le 17 mars 1915 à Chabanais (Charente) et mort le 7 mars 2000 à Cognac (Charente), est un journaliste et écrivain français.

## Biographie

### Jeunesse et études
Après les lycées d'Angoulême et de Limoges, Jean Duché finit ses études secondaires au lycée Louis-le-Grand. Une fois le baccalauréat obtenu, il suit des études de droit à l'université de Paris et de sciences politiques à l'École libre des sciences politiques.

### Parcours professionnel
Chef de service au comité d'organisation du papier de 1941 à 1943, il travaille un court temps au secrétariat particulier du cabinet du général de Gaulle.
Puis il devient journaliste de radio et de presse écrite, publiant notamment des chroniques dans l'hebdomadaire Elle de 1951 à 1974.
Il a écrit de nombreux livres.

## Œuvres
- Liberté Européenne, Éditions Flammarion 1949
- Elle et lui Tomes 1 et 2 (Trois sans toit), éditions de flore - Paru en 1952, nombreuses rééditions
- Histoire de France racontée à Juliette, édité par Amiot Dumont, coll. « Toute la ville en parle », 1954
- Histoire de France, édité par Amiot Dumont, 1955
- Histoire de France racontée à François et Caroline destinée aux enfants, G.p. éditions, 1955
- Les grandes heures de Lyon, édité par Amiot Dumont, 1956
- Le cœur à l'ouvrage 1960
- Pourquoi Jaccoud a-t-il tué, Éditions Flammarion 1960
- Rêver les iles britanniques, Éditions Vilo 1969
- Les grandes routes du commerce, Éditions Flammarion 1969
- "Histoire du monde". Tome I l'animal vertical Tome II Le feu de Dieu Tome III l'âge de raison TomeIV Le grand Tournant
- 1760-1960 : deux siècles d'histoire de France par la caricature, Éditions Robert Laffont
- Le premier sexe, Éditions Robert Laffont 1972
- Les semeurs d'espoir, Éditions j'ai lu, 1976
- Homère. L'Iliade, Édité par Menges, 1977
- Le dernier soleil, splendeur et misère des Aztèques, Éditions Ramsay, 1978
- Cortès ou l'affrontement des dieux, Éditions Ramsay, 1978
- Jason à la recherche de la toison d'or, Hachette 1981
- Thésée : comment tuer le minotaure, Hachette 1981
- Mémoires de madame la langue française, éditions Olivier Orban, 1985
- Pour l'amour d'Aimée, Éditions Robert Laffont 1988 puis France Loisirs
- La gloire de Laviolette, Éditions Robert Laffont 1991
- L'enlèvement de Rémi Potel, Éditions Robert Laffont 1992
- His de France enfant, Éditions Flammarion 1992
- Pecus, Éditions Robert Laffont 1992
- Les jeunes filles parlent, Éditions Flammarion 1992
- Les douze travaux d'Hercule, Édité par Fasquelle, 1997
- Le Bouclier d'Athena : l'Occident, son histoire et son destin, tomes 1 et 2, Éditions Robert Laffont, 1983, réédition 1998
- La mythologie racontée à Juliette, Éditions Robert Laffont 1998
- Histoire de l'occident, Éditions Robert Laffont 1998 puis France Loisirs